# Artemis to Actaeon, and Other Verse
Artemis to Actaeon, and Other Verse – tomik wierszy amerykańskiej prozaiczki i poetki Edith Wharton, opublikowany w 1909 nakładem nowojorskiego wydawnictwa Charles Scribner’s Sons. Tomik dzieli się na trzy części. Pierwsza z nich zawiera wiersze Artemis to Actaeon, Life, Vesalius in Zante, Margaret of Cortona i A Torchbearer. W drugiej znalazły się utwory The Mortal Lease, Experience, Grief, Chartres, Two Backgrounds. The Tomb of Ilaria Giunigi, The One Grief i The Eumenides. Część trzecia, najdłuższa, obejmuje liryki Orpheus, An Autumn Sunset, Moonrise over Tyrimgham, All Souls, All Saints, The Old Pole Star, A Grave, Non Dolet!, A Hunting-Song, Survival, Uses i A Meeting. Tomik został nazwany największym poetyckim osiągnięciem Edith Wharton. Wiele spośród zamieszczonych w nim liryków to sonety.